# Campionato europeo femminile under 16 di pallavolo 2021
Il campionato europeo femminile under 16 di pallavolo 2021 si è svolto dal 10 al 18 luglio a Nyíregyháza, in Ungheria, e a Humenné, in Slovacchia: al torneo hanno partecipato dodici squadre nazionali under 16 europee e la vittoria finale è andata per la prima volta alla Russia.

## Qualificazioni
Al torneo hanno partecipato: le nazionali dei due paesi organizzatori e dieci nazionali qualificate tramite il torneo di qualificazione.

## Impianti
|                                                                         |                                                                         |  |
|                                                                         |                                                                         |  |
| Continental Aréna Città: Nyíregyháza Capienza: 2 400 Anno d'apertura: - | Mestská športová hala Città: Humenné Capienza: 1 186 Anno d'apertura: - |  |

## Regolamento

### Formula
La formula ha previsto: 
- Prima fase, disputata con girone all'italiana: le prime due classificate di ogni girone hanno acceduto alla fase finale per il primo posto, mentre la terza e la quarta classificata di ogni girone hanno acceduto alla fase finale per il quinto posto.
- Fase finale, disputata con:
  - Fase finale per il primo posto, giocata con semifinali, finale per il terzo posto e finale.
  - Fase finale per il quinto posto, giocata con semifinali, finale per il settimo posto e finale per il quinto posto.

### Criteri di classifica
Se il risultato finale è stato di 3-0 o 3-1 sono stati assegnati 3 punti alla squadra vincente e 0 a quella sconfitta, se il risultato finale è stato di 3-2 sono stati assegnati 2 punti alla squadra vincente e 1 a quella sconfitta.
L'ordine del posizionamento in classifica è stato definito in base a:
- Numero di partite vinte;
- Punti;
- Ratio dei set vinti/persi;
- Ratio dei punti realizzati/subiti;
- Risultati degli scontri diretti.

## Squadre partecipanti
| Squadra    | Qualificazione                                            | Ultima partecipazione   |
| ---------- | --------------------------------------------------------- | ----------------------- |
| Belgio     | 1ª al torneo di qualificazione (girone A)                 | / Italia e Croazia 2019 |
| Bulgaria   | 1ª al torneo di qualificazione (girone B)                 | Bulgaria 2017           |
| Croazia    | 1ª al torneo di qualificazione (girone C)                 | / Italia e Croazia 2019 |
| Italia     | 1ª al torneo di qualificazione (girone WEVZA)             | / Italia e Croazia 2019 |
| Polonia    | 1ª al torneo di qualificazione (girone D)                 | Debutto                 |
| Rep. Ceca  | 1ª al torneo di qualificazione (girone MEVZA)             | Bulgaria 2017           |
| Romania    | Migliore seconda classificata al torneo di qualificazione | / Italia e Croazia 2019 |
| Russia     | 1ª al torneo di qualificazione (girone EEVZA)             | / Italia e Croazia 2019 |
| Serbia     | 1ª al torneo di qualificazione (girone BVA)               | / Italia e Croazia 2019 |
| Slovacchia | Paese organizzatore                                       | Debutto                 |
| Turchia    | 1ª al torneo di qualificazione (girone E)                 | / Italia e Croazia 2019 |
| Ungheria   | Paese organizzatore                                       | Bulgaria 2017           |

## Torneo

### Fase a gironi
| Girone I  | Girone II  |
| --------- | ---------- |
| Belgio    | Bulgaria   |
| Polonia   | Croazia    |
| Rep. Ceca | Italia     |
| Russia    | Romania    |
| Turchia   | Serbia     |
| Ungheria  | Slovacchia |

#### Girone I

##### Risultati
| 10 luglio 2021 Continental Aréna, Nyíregyháza Durata: 1h:49 - Spettatori: 80  | Polonia   | 1 - 3 | Turchia   | 22-25, 26-28, 25-18, 18-25                |
| 10 luglio 2021 Continental Aréna, Nyíregyháza Durata: 1h:42 - Spettatori: 210 | Ungheria  | 3 - 1 | Rep. Ceca | 25-23, 19-25, 25-19, 25-17                |
| 10 luglio 2021 Continental Aréna, Nyíregyháza Durata: 1h:09 - Spettatori: 50  | Belgio    | 0 - 3 | Russia    | 16-25, 21-25, 16-25                       |
| 11 luglio 2021 Continental Aréna, Nyíregyháza Durata: 1h:09 - Spettatori: 50  | Rep. Ceca | 0 - 3 | Turchia   | 17-25, 14-25, 15-25                       |
| 11 luglio 2021 Continental Aréna, Nyíregyháza Durata: 2h:05 - Spettatori: 280 | Ungheria  | 3 - 1 | Belgio    | 25-14, 25-17, 23-25                       |
| 11 luglio 2021 Continental Aréna, Nyíregyháza Durata: 1h:07 - Spettatori: 50  | Russia    | 3 - 0 | Polonia   | 25-14, 25-20, 25-13                       |
| 12 luglio 2021 Continental Aréna, Nyíregyháza Durata: 1h:36 - Spettatori: 60  | Belgio    | 3 - 1 | Rep. Ceca | 25-19, 14-25, 25-22, 25-23                |
| 12 luglio 2021 Continental Aréna, Nyíregyháza Durata: 1h:11 - Spettatori: 160 | Polonia   | 3 - 0 | Ungheria  | 25-18, 25-14, 25-14                       |
| 12 luglio 2021 Continental Aréna, Nyíregyháza Durata: 1h:59 - Spettatori: 80  | Turchia   | 2 - 3 | Russia    | 23-25, 25-18, 25-22, 17-25, 13-15 103–105 |
| 14 luglio 2021 Continental Aréna, Nyíregyháza Durata: 1h:07 - Spettatori: 70  | Belgio    | 0 - 3 | Polonia   | 18-25, 18-25, 15-25                       |
| 14 luglio 2021 Continental Aréna, Nyíregyháza Durata: 1h:10 - Spettatori: 140 | Ungheria  | 0 - 3 | Turchia   | 17-25, 21-25, 18-25                       |
| 14 luglio 2021 Continental Aréna, Nyíregyháza Durata: 1h:09 - Spettatori: 60  | Rep. Ceca | 0 - 3 | Russia    | 22-25, 16-25, 12-25                       |
| 15 luglio 2021 Continental Aréna, Nyíregyháza Durata: 1h:12 - Spettatori: 50  | Turchia   | 3 - 0 | Belgio    | 25-14, 26-24, 25-16                       |
| 15 luglio 2021 Continental Aréna, Nyíregyháza Durata: 1h:10 - Spettatori: 150 | Russia    | 3 - 0 | Ungheria  | 25-12, 25-17, 25-12                       |
| 15 luglio 2021 Continental Aréna, Nyíregyháza Durata: 1h:56 - Spettatori: 50  | Polonia   | 3 - 2 | Rep. Ceca | 25-23, 19-25, 23-25, 25-13, 15-13         |

##### Classifica
| Pos. | Squadra   | Pt | G | V | P | SV | SP | Ratio | PF  | PS  | Ratio |
| ---- | --------- | -- | - | - | - | -- | -- | ----- | --- | --- | ----- |
| 1.   | Russia    | 14 | 5 | 5 | 0 | 15 | 2  | 7,500 | 405 | 294 | 1,377 |
| 2.   | Turchia   | 13 | 5 | 4 | 1 | 14 | 4  | 3,500 | 425 | 352 | 1,207 |
| 3.   | Polonia   | 8  | 5 | 3 | 2 | 10 | 8  | 1,250 | 395 | 367 | 1,076 |
| 4.   | Ungheria  | 6  | 5 | 2 | 3 | 6  | 11 | 0,545 | 335 | 385 | 0,870 |
| 5.   | Belgio    | 3  | 5 | 1 | 4 | 4  | 13 | 0,307 | 323 | 413 | 0,782 |
| 6.   | Rep. Ceca | 1  | 5 | 0 | 5 | 1  | 4  | 0,266 | 368 | 440 | 0,836 |

      Qualificata alle semifinali per il primo posto.
      Qualificata alle semifinali per il quinto posto.

#### Girone II

##### Risultati
| 10 luglio 2021 Mestská športová hala, Humenné Durata: 1h:17 - Spettatori: 30  | Italia     | 0 - 3 | Bulgaria   | 21-25, 17-25, 22-25               |
| 10 luglio 2021 Mestská športová hala, Humenné Durata: 1h:13 - Spettatori: 100 | Slovacchia | 3 - 0 | Romania    | 25-13, 25-17, 25-22               |
| 10 luglio 2021 Mestská športová hala, Humenné Durata: 1h:48 - Spettatori: 30  | Serbia     | 3 - 2 | Croazia    | 23-25, 25-10, 22-25, 25-19, 15-11 |
| 11 luglio 2021 Mestská športová hala, Humenné Durata: 1h:16 - Spettatori: 34  | Bulgaria   | 3 - 0 | Romania    | 25-16, 25-17, 25-19               |
| 11 luglio 2021 Mestská športová hala, Humenné Durata: 1h:53 - Spettatori: 150 | Croazia    | 1 - 3 | Slovacchia | 23-25, 21-25, 25-16, 23-25        |
| 11 luglio 2021 Mestská športová hala, Humenné Durata: 1h:01 - Spettatori: 18  | Italia     | 3 - 0 | Serbia     | 25-17, 25-18, 25-13               |
| 12 luglio 2021 Mestská športová hala, Humenné Durata: 1h:46 - Spettatori: 25  | Romania    | 1 - 3 | Croazia    | 25-19, 19-25, 18-25, 29-31        |
| 12 luglio 2021 Mestská športová hala, Humenné Durata: 1h:28 - Spettatori: 150 | Slovacchia | 1 - 3 | Italia     | 25-21, 9-25, 13-25, 18-25         |
| 12 luglio 2021 Mestská športová hala, Humenné Durata: 1h:43 - Spettatori: 27  | Serbia     | 3 - 1 | Bulgaria   | 25-21, 25-19, 20-25, 25-21        |
| 14 luglio 2021 Mestská športová hala, Humenné Durata: 1h:03 - Spettatori: 10  | Italia     | 3 - 0 | Romania    | 25-13, 27-25, 25-8                |
| 14 luglio 2021 Mestská športová hala, Humenné Durata: 1h:05 - Spettatori: 27  | Serbia     | 3 - 0 | Slovacchia | 25-12, 25-17, 25-15               |
| 14 luglio 2021 Mestská športová hala, Humenné Durata: 2h:15 - Spettatori: 50  | Bulgaria   | 3 - 2 | Croazia    | 20-25, 25-18, 25-22, 26-28, 15-10 |
| 15 luglio 2021 Mestská športová hala, Humenné Durata: 1h:01 - Spettatori: 15  | Romania    | 0 - 3 | Serbia     | 12-25, 9-25, 20-25                |
| 15 luglio 2021 Mestská športová hala, Humenné Durata: 1h:00 - Spettatori: 35  | Croazia    | 0 - 3 | Italia     | 12-25, 9-25, 22-25                |
| 15 luglio 2021 Mestská športová hala, Humenné Durata: 1h:34 - Spettatori: 150 | Slovacchia | 1 - 3 | Bulgaria   | 15-25, 25-22, 8-25, 21-25         |

##### Classifica
| Pos. | Squadra    | Pt | G | V | P | SV | SP | Ratio | PF  | PS  | Ratio |
| ---- | ---------- | -- | - | - | - | -- | -- | ----- | --- | --- | ----- |
| 1.   | Italia     | 12 | 5 | 4 | 1 | 12 | 4  | 3,000 | 383 | 277 | 1,382 |
| 2.   | Bulgaria   | 11 | 5 | 4 | 1 | 13 | 6  | 2,166 | 444 | 379 | 1,171 |
| 3.   | Serbia     | 11 | 5 | 4 | 1 | 12 | 6  | 2,000 | 403 | 336 | 1,199 |
| 4.   | Slovacchia | 6  | 5 | 2 | 3 | 8  | 10 | 0,800 | 344 | 412 | 0,835 |
| 5.   | Croazia    | 5  | 5 | 1 | 4 | 8  | 13 | 0,615 | 428 | 478 | 0,895 |
| 6.   | Romania    | 0  | 5 | 0 | 5 | 1  | 15 | 0,066 | 282 | 402 | 0,701 |

      Qualificata alle semifinali per il primo posto.
      Qualificata alle semifinali per il quinto posto.

### Fase finale

#### Finali 1º e 3º posto
|  | Semifinali | Semifinali | Semifinali |                 |    | Finale | Finale   | Finale |
|  |            |            |            |                 |    |        |          |        |
|  | 1I         | Russia     | 3          |                 |    |        |          |        |
|  | 1I         | Russia     | 3          |                 |    |        |          |        |
|  | 2II        | Bulgaria   | 0          |                 |    |        |          |        |
|  | 2II        | Bulgaria   | 0          |                 | 1I | Russia | 3        |        |
|  |            |            |            |                 | 1I | Russia | 3        |        |
|  |            |            |            |                 |    | 1II    | Italia   | 1      |
|  | 1II        | Italia     | 3          |                 |    | 1II    | Italia   | 1      |
|  | 1II        | Italia     | 3          |                 |    |        |          |        |
|  | 2I         | Turchia    | 2          |                 |    |        |          |        |
|  | 2I         | Turchia    | 2          | Finale 3° posto |    |        |          |        |
|  |            |            |            |                 |    |        |          |        |
|  |            |            |            |                 |    | 2II    | Bulgaria | 3      |
|  |            |            |            |                 |    | 2II    | Bulgaria | 3      |
|  |            |            |            |                 |    | 2I     | Turchia  | 2      |

##### Semifinali
| 17 luglio 2021 Continental Aréna, Nyíregyháza Durata: 1h:07 - Spettatori: 70 | Russia | 3 - 0 | Bulgaria | 25-16, 25-13, 25-16              |
| 17 luglio 2021 Continental Aréna, Nyíregyháza Durata: 1h:53 - Spettatori: 80 | Italia | 3 - 2 | Turchia  | 25-21, 20-25, 19-25, 25-19, 15-6 |

##### Finale 3º posto
| 18 luglio 2021 Continental Aréna, Nyíregyháza Durata: 1h:49 - Spettatori: 70 | Bulgaria | 3 - 2 | Turchia | 21-25, 20-25, 25-10, 25-20, 15-6 |

##### Finale
| 18 luglio 2021 Continental Aréna, Nyíregyháza Durata: 1h:43 - Spettatori: 160 | Russia | 3 - 1 | Italia | 25-21, 22-25, 25-21, 25-16 |

#### Finali 5º e 7º posto
|  | Semifinali | Semifinali | Semifinali |                 |    | Finale 5º posto | Finale 5º posto | Finale 5º posto |
|  |            |            |            |                 |    |                 |                 |                 |
|  | 3I         | Polonia    | 3          |                 |    |                 |                 |                 |
|  | 3I         | Polonia    | 3          |                 |    |                 |                 |                 |
|  | 4II        | Slovacchia | 0          |                 |    |                 |                 |                 |
|  | 4II        | Slovacchia | 0          |                 | 3I | Polonia         | 2               |                 |
|  |            |            |            |                 | 3I | Polonia         | 2               |                 |
|  |            |            |            |                 |    | 3II             | Serbia          | 3               |
|  | 3II        | Serbia     | 3          |                 |    | 3II             | Serbia          | 3               |
|  | 3II        | Serbia     | 3          |                 |    |                 |                 |                 |
|  | 4I         | Ungheria   | 1          |                 |    |                 |                 |                 |
|  | 4I         | Ungheria   | 1          | Finale 7º posto |    |                 |                 |                 |
|  |            |            |            |                 |    |                 |                 |                 |
|  |            |            |            |                 |    | 4II             | Slovacchia      | 0               |
|  |            |            |            |                 |    | 4II             | Slovacchia      | 0               |
|  |            |            |            |                 |    | 4I              | Ungheria        | 3               |

##### Semifinali
| 17 luglio 2021 Mestská športová hala, Humenné Durata: 1h:00 - Spettatori: 100 | Polonia | 3 - 0 | Slovacchia | 25-15, 25-16, 25-18        |
| 17 luglio 2021 Mestská športová hala, Humenné Durata: 1h:37 - Spettatori: 45  | Serbia  | 3 - 1 | Ungheria   | 19-25, 26-24, 25-18, 25-22 |

##### Finale 7º posto
| 18 luglio 2021 Mestská športová hala, Humenné Durata: 1h:14 - Spettatori: 100 | Slovacchia | 0 - 3 | Ungheria | 20-25, 20-25, 18-25 |

##### Finale 5º posto
| 18 luglio 2021 Mestská športová hala, Humenné Durata: 1h:51 - Spettatori: 50 | Polonia | 2 - 3 | Serbia | 25-20, 24-26, 25-12, 23-25, 9-15 |

## Classifica finale
| Pos     | Squadra    | Rosa |
| ------- | ---------- | --- |
| Oro     | Russia     | Formazione: 1 Sarapova, 2 Zakharova, 3 Eremeeva, 6 Ananina, 7 Asliamova, 9 Afinogenova, 10 Pavlova, 11 Pogorelchenko, 14 Kuznetsova, 15 Kovaleva, 17 Ivankina, 18 Nesterova, CT: Safronova |
| Argento | Italia     | Formazione: 1 Manfredini, 2 Amoruso, 3 Baratella, 4 Monaco, 6 Talerico, 7 Vighetto, 8 Esposito, 10 Capponcelli, 11 Marchesini, 12 Coba, 13 Del Freo, 17 Mescoli, CT: D'Aniello             |
| Bronzo  | Bulgaria   | Formazione: 2 Zasheva, 3 Nikolova, 5 Boyadzhieva, 6 Guncheva, 7 Kolarova, 8 Ivanova, 9 Anastasova, 11 Borisova, 13 Dudova, 15 Dokova, 17 Miličević, 19 Mlyakova, CT: Boyukliev             |
| 4.      | Turchia    | |
| 5.      | Serbia     | |
| 6.      | Polonia    | |
| 7.      | Ungheria   | |
| 8.      | Slovacchia | |
| 9.      | Belgio     | |
| 9.      | Croazia    | |
| 11.     | Rep. Ceca  | |
| 11.     | Romania    | |

## Premi individuali
| Premio                 | Nome             | Squadra  |
| ---------------------- | ---------------- | -------- |
| MVP                    | Marina Asliamova | Russia   |
| Miglior palleggiatrice | Polina Sarapova  | Russia   |
| Miglior opposto        | Iva Dudova       | Bulgaria |
| Miglior schiacciatrice | Erika Esposito   | Italia   |
| Miglior schiacciatrice | Polina Kovaleva  | Russia   |
| Miglior centrale       | Linda Manfredini | Italia   |
| Miglior centrale       | Maia Monaco      | Italia   |
| Miglior libero         | Olesia Ananina   | Russia   |

## Statistiche
| Rendimento individuale | Rendimento individuale | Rendimento individuale | Rendimento individuale |
| Pos.                   | Nome                   | Punti                  | Squadra                |
| ---------------------- | ---------------------- | ---------------------- | ---------------------- |
| 1                      | Iva Dudova             | 179                    | Bulgaria               |
| 2                      | Ana Mihajlović         | 143                    | Serbia                 |
| 3                      | Michaela Kánová        | 111                    | Slovacchia             |
| 4                      | Polina Kovaleva        | 105                    | Russia                 |
| 5                      | Defne Başyolcu         | 104                    | Turchia                |
| 5                      | Liza Safronova         | 104                    | Turchia                |
| 7                      | Eslem Yılmaz           | 103                    | Turchia                |
| 8                      | Veronika Eremeeva      | 94                     | Russia                 |
| 9                      | Erika Esposito         | 91                     | Italia                 |
| 9                      | Sonja Danilović        | 91                     | Serbia                 |

| Attacchi vincenti | Attacchi vincenti | Attacchi vincenti | Attacchi vincenti |
| Pos.              | Nome              | Punti             | Squadra           |
| ----------------- | ----------------- | ----------------- | ----------------- |
| 1                 | Iva Dudova        | 140               | Bulgaria          |
| 2                 | Ana Mihajlović    | 118               | Serbia            |
| 3                 | Michaela Kánová   | 97                | Slovacchia        |
| 4                 | Eslem Yılmaz      | 90                | Turchia           |
| 5                 | Sonja Danilović   | 86                | Serbia            |
| 6                 | Defne Başyolcu    | 81                | Turchia           |
| 7                 | Cecília Jámbor    | 80                | Ungheria          |
| 8                 | Polina Kovaleva   | 78                | Russia            |
| 9                 | Zofia Sobanty     | 74                | Polonia           |
| 10                | Erika Esposito    | 73                | Italia            |

| Muri vincenti | Muri vincenti         | Muri vincenti | Muri vincenti |
| Pos.          | Nome                  | Punti         | Squadra       |
| ------------- | --------------------- | ------------- | ------------- |
| 1             | Antonina Serafinowska | 25            | Polonia       |
| 2             | Maia Monaco           | 22            | Italia        |
| 3             | Begüm Kaçmaz          | 19            | Turchia       |
| 4             | Linda Manfredini      | 17            | Italia        |
| 4             | Jovana Antić          | 17            | Serbia        |
| 6             | Elena Kolarova        | 16            | Bulgaria      |
| 6             | Bianka Mumcular       | 16            | Turchia       |
| 8             | Đurđa Stanojević      | 15            | Serbia        |
| 9             | Aleksandra Zakharova  | 13            | Russia        |
| 9             | Iva Dudova            | 13            | Bulgaria      |
| 9             | Oliwia Jaroń          | 13            | Polonia       |
| 9             | Kaja Nikolova         | 13            | Bulgaria      |
| 9             | Defne Başyolcu        | 13            | Turchia       |

| Battute vincenti | Battute vincenti  | Battute vincenti | Battute vincenti |
| Pos.             | Nome              | Punti            | Squadra          |
| ---------------- | ----------------- | ---------------- | ---------------- |
| 1                | Iva Dudova        | 26               | Bulgaria         |
| 2                | Oliwia Jaroń      | 25               | Polonia          |
| 3                | Milica Vidačić    | 22               | Serbia           |
| 4                | Polina Kovaleva   | 21               | Russia           |
| 4                | Ana Mihajlović    | 21               | Serbia           |
| 6                | Liza Safronova    | 20               | Turchia          |
| 7                | Jovana Antić      | 19               | Serbia           |
| 8                | Amelie Vighetto   | 17               | Italia           |
| 9                | Marina Asliamova  | 15               | Russia           |
| 10               | Veronika Eremeeva | 14               | Russia           |